# Ямтхунд
Ямтхунд, или емтландская лайка, или большая шведская лосиная лайка, или шведская лайка, или шведский элкхунд (швед. jämthund), — порода охотничьих собак, выведенная в Швеции, используется для охоты на лося.

## История породы
Своё название порода получила по наименованию граничащей с Норвегией шведской провинции Емтланд. Происходит от большого охотничьего шпица, обнаруженного в лесной зоне на границе Скандинавии и России. Ямтхунд был выделен в самостоятельную породу в 1946 году и является ветвью норвежского элкхунда. Он стал результатом соответствующего отбора шведских кинологов в стремлении создать более крупную собаку.
Ранее предполагалось, что порода несёт в себе кровь западносибирской лайки. Основанием для этого являлись внешнее сходство двух собак и тесные связи существовавших в прошлые времена восточных и западных финно-угорских племён. Однако если сравнивать современные типы этих пород, то они весьма далеки друг от друга, что и признают шведские кинологи, сетуя на неверные подходы в селекции.
Ямтхунд применяется для охоты на лося, в прежние времена с ним ходили на бурого медведя и рысь. Неплохо проявляет себя в охоте на куницу, горностая и глухаря. Иногда используется в качестве пастушьей, сторожевой и ездовой собаки, а также на военной службе. Собаку, прошедшую социализацию и корректную дрессировку на послушание, можно содержать в качестве компаньона. Порода распространена в основном в Швеции, где её численность достаточно велика, ежегодно Шведским клубом собаководства регистрируется порядка 1,7 тысяч особей.
В январе 1954 года ямтхунд признан Международной кинологической федерацией и отнесён к группе шпицев и пород примитивного типа, к подгруппе северных охотничьих собак.

## Внешний вид
Массивная шпицеобразная собака выше среднего роста, несколько растянутого формата, чётких очертаний, крепкая, корпус не должен выглядеть длинным или слишком тяжёлым. Двигается свободно, с хорошим размахом, на рыси конечности приближаются к центральной линии.

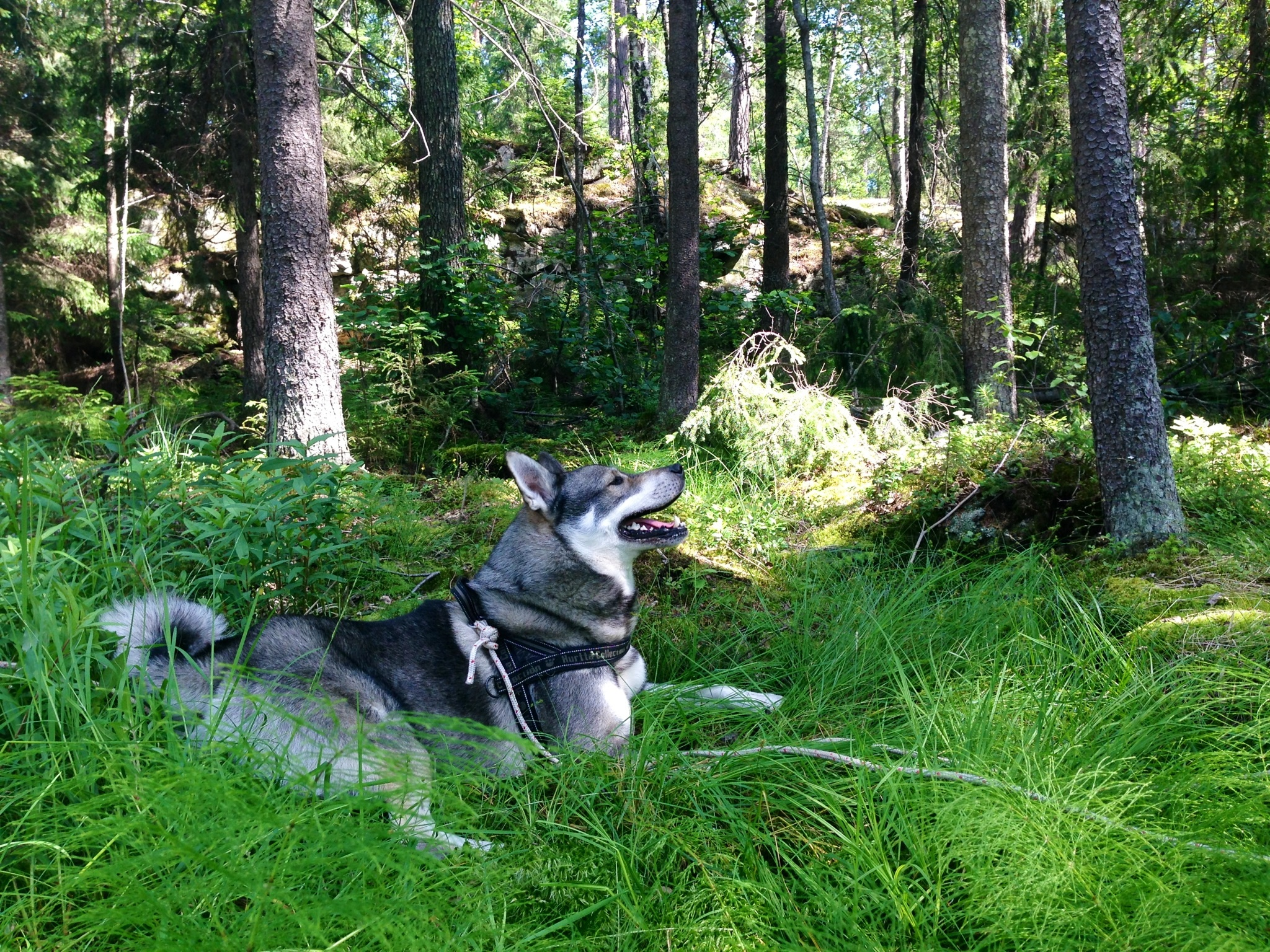

Голова с чёткими линиями, удлинённая, достаточно широкая между ушами. Череп слегка округлый. Переход ото лба к морде не резкий, хотя и хорошо выражен. Морда чуть короче черепной части, не заострённая, равномерно сужается к широкой мочке носа. Губы плотно прилегают, прикус ножницеобразный, скулы умеренно выражены. Глаза немного овальные, коричневого цвета, взгляд настороженный, но спокойный. Уши высоко поставленные, крепкие, очень подвижные, с заострёнными кончиками и высотой, превышающей ширину у основания.
Шея длинная, массивная, очень гибкая, чётких очертаний. Туловище немного длиннее высоты в холке. Спина прямая, с небольшим наклоном от холки к крупу. Грудь глубокая, с хорошо изогнутыми рёбрами. Живот слегка подтянут.
Хвост высоко посажен, средней длины и толщины, свёрнут в неплотное кольцо и прижат к спине или маклаку.
Крепкие конечности с ярко выраженными углами скакательных суставов, лапы сильные, немного овальные, пальцы сжаты.
Покровная шерсть прямая и густая, прилегает не очень плотно, подшёрсток кремового цвета, короткий и пушистый. Более короткая шерсть — на голове и передней стороне конечностей, более длинная — на шее, груди, хвосте, задней стороне конечностей и бёдрах. Окрас светло-серый и тёмно-серый с характерными для породы светло-серыми или кремовыми отметинами по бокам морды, на скулах, горле, груди, животе, конечностях и под хвостом.
Идеальная высота в холке кобелей — 61 см, сук — 56 см, допустимы отклонения в пределах 4 см в обе стороны. Средний вес — 30—31 кг.

## Темперамент
Смелая, энергичная, очень спокойная, верная, упрямая, общительная и ласковая собака, сильно привязанная к своему хозяину и всем членам его семьи, в чьём внимании остро нуждается, однако склонная к доминированию. Прекрасно ладит с детьми, проявляя мягкость и терпение. В отношении незнакомых людей может демонстрировать откровенно агрессивное поведение, также враждебна в отношении других собак, которые воспринимаются как соперники, либо как угроза территории или любимым людям.
Обладает охранными и сторожевыми качествами, для реализации которых не требуется никакой дополнительной дрессировки. Будучи страстным охотником, способна уживаться в одном доме с другими животными, включая кошек, если росла с ними со щенячьего возраста. Воспитывать ямтхундов из-за их упрямства достаточно сложно, важно при этом сохранять спокойствие и терпение.

## Здоровье
Ямтхунд в целом считается крепкой и здоровой собакой. К наиболее распространённым среди представителей этой породы заболеваниям относятся эпилепсия, дисплазия тазобедренного сустава, дисплазия локтевого сустава, артрит, глаукома, атрофия сетчатки, катаракта, гипотиреоз и инфекции ушей. В странах с тёплым климатом возможны проявления экземы.
Среди болезней эндокринной системы возможен сахарный диабет, который носит наследственный характер. Обычно ему подвержены собаки в возрасте от 4 до 14 лет, при этом пик заболеваемости приходится на интервал от 7 до 9 лет. В большинстве случаев это особи женского пола ямтхундов.
Средняя продолжительность жизни составляет от 12 до 13 лет. Помёты достаточно большие, в среднем рождается 6—10 щенков.

## Содержание и уход
Ямтхунды не слишком приспособлены для жизни в условиях городской квартиры. Особого ухода они не требуют, нуждаются в сбалансированном здоровом питании и регулярных физических упражнениях на свежем воздухе, позволяющих держать собаку в хорошей форме и снимать накопившийся стресс.
Основной уход сводится к общим процедурам: подстриганию когтей, чистке зубов и ушей, мытью и расчёсыванию шерсти, особенно в период линьки. Раннее приучение щенка ко всем этим действиям избавит собаку от боязни перед ними в более зрелом возрасте.

## Комментарии
1. ↑  Под названием большая шведская лосиная лайка порода известна в странах Скандинавии[2].
2. ↑  Норвежский элкхунд также известен под названием норвежская лосиная лайка.
3. ↑  Маклаком называют бугор подвздошной кости таза — место соединения сухожилий мускулатуры задней конечности.